# Mark Benedict Coleridge
Mark Benedict Coleridge (Melbourne, Austrália, 25 de setembro de 1948) é um clérigo católico romano australiano e arcebispo emérito de Brisbane.

## Biografia
Mark Benedict Coleridge é o terceiro de cinco filhos. Sua formação abrangeu a Austrália do Sul e Victoria, com o ensino médio concluído no St. Kevin's College, em Melbourne. Inicialmente, seguiu a carreira de diplomata e, no ensino superior, formou-se em Artes, com especialização em Inglês e Francês, pela Universidade de Melbourne. No entanto, mais tarde, sentiu-se chamado para o sacerdócio.
Estudou no seminário interdiocesano de Melbourne, o Corpus Christi College, e foi ordenado sacerdote para a Arquidiocese de Melbourne em 18 de maio de 1974 pelo bispo auxiliar John Anthony Kelly.

### Sacerdócio
Após servir como vigário assistente nas paróquias de Drysdale, Doncaster East, Ashburton e Pascoe Vale (1974-1980), foi enviado a Roma, onde obteve a licenciatura em Sagrada Escritura no Pontifício Instituto Bíblico (1980-1984).
Ao retornar de Roma, foi nomeado professor de Sagrada Escritura no Catholic Theological College de Melbourne (1985-1988). Em 1988, retornou ao mesmo Pontifício Instituto Bíblico, onde obteve seu doutorado em Sagrada Escritura (1988-1992). Em seguida, foi nomeado professor no Catholic Theological College de Melbourne (1992-1996) e, depois, porta-voz da Arquidiocese para a Comunicação Social (1996-1998). Foi Reitor do Catholic Theological College (1996-1998). Tendo servido na Secretaria de Estado, Seção de Assuntos Gerais desde 1998, foi nomeado Capelão de Sua Santidade em 7 de dezembro de 2001.

### Episcopado
Em 3 de maio de 2002, o Papa João Paulo II o nomeou Bispo Titular de Theveste e Bispo Auxiliar da Arquidiocese de Melbourne. Monsenhor Coleridge foi ordenado bispo em 19 de junho do mesmo ano pelo arcebispo de Melbourne, Denis Hart, na Catedral de São Patrício, Melbourne; os principais co-consagradores foram Francesco Canalini, então Núncio Apostólico na Austrália, e George Pell, Arcebispo de Sydney.
Ao longo desse período de ministério episcopal, na Conferência Episcopal Australiana, Coleridge presidiu o Comitê Editorial do ICEL para a tradução do Missal Romano; também foi membro do Pontifício Conselho para a Cultura.
Monsenhor Coleridge foi nomeado Arcebispo de Canberra-Goulburn em 19 de junho de 2006, sendo instalado em 17 de agosto daquele ano. Em 29 de dezembro de 2011, foi nomeado membro do Pontifício Conselho para as Comunicações Sociais por um mandato renovável de cinco anos.
Pelos próximos anos, dentro da Conferência Episcopal Católica Australiana, Arcebispo Coleridge foi membro do Comitê Permanente e do Comitê de Doutrina e Moral. Também continuou a presidir o Comitê Editorial do International Commission on English in the Liturgy (ICEL) para a tradução do Missal Romano. Na Cúria, foi membro da Secretaria Geral do Sínodo dos Bispos, do Pontifício Conselho para a Cultura e do Pontifício Conselho para as Comunicações Sociais.
Em 2 de abril de 2012, o Papa Bento XVI o nomeou Arcebispo de Brisbane. A posse ocorreu em 11 de maio do mesmo ano.
Em 2017, durante a pesquisa postal nacional sobre casamento entre pessoas do mesmo sexo, Coleridge afirmou acreditar pessoalmente que o amor compartilhado por um casal do mesmo sexo só poderia ser simplesmente "o amor de amigos". Ele observou que crianças não tinham permissão para se casar com seus pais, nem irmãos tinham permissão para se casar entre si, embora concordasse que os casos de casais do mesmo sexo e parentes próximos eram diferentes. Ele disse: "Isso não quer dizer que [casais do mesmo sexo] não sejam iguais. Significa simplesmente que eles não são iguais e que não se qualificam para o que chamamos de casamento."
Em 4 de maio de 2018, ele foi eleito para um mandato de dois anos como presidente da Conferência Episcopal.
Durante o Encontro sobre a Proteção de Menores na Igreja, no Vaticano, em fevereiro de 2019, defendeu colocar as vítimas dos abusos sexuais no centro da vida das comunidades católicas, afirmando: "A revolução coperniciana é a descoberta de que aqueles que foram abusados não giram à volta da Igreja, mas a Igreja à volta deles".
Em 2023, Coleridge declarou que queria "ordenar homens casados de origem aborígene australiana como padres católicos". No entanto, isso exigiria uma "exceção para padres indígenas casados".
Ele é Grande Oficial da Ordem Equestre do Santo Sepulcro de Jerusalém e Grão Prior da Tenência de Queensland da Ordem, investido em 2013 pelo Cardeal Edwin O'Brien.
O Papa Leão XIV aceitou sua renúncia em 18 de junho de 2025.